# Világirodalmi lexikon (1931–1933)
Az 1931–1933-ben megjelent Világirodalmi lexikon egyike a Horthy-korszak jelentős magyar tudományos kézikönyveinek.

## Története
A Világirodalmi lexikon tulajdonképpen a Ványi Ferenc-féle Magyar irodalmi lexikon párjaként készült, és világirodalom alkotóit mutatta be. A szerkesztési munkálatokat Dézsi Lajos irodalomtörténész, egyetemi tanár, a Magyar Tudományos Akadémia tagja végezte, azonban 1932-ben elhunyt, ezért a III. kötet 1384. és 1760. lapja közötti, záró részét Mészöly Gedeon készítette elő. Dézsi az Előszóban így fogalmazott: 
„A művelt olvasóközönség bizonyára sokszor érezte egy olyan tudományos kézikönyv hiányát, mely az irodalomtörténettel kapcsolatosan előforduló esztétikai, poétikai, stilisztikai stb. tudományos fogalmakat elméleti és fejlődéstörténeti szempontból ismerteti és magyarázza. Ilyennek készítési terve már egyetemi pályánk kezdetén felmerült. Egy olyanféle, csakhogy szélesebb alapra fektetett reális lexikonra gondoltunk, amilyen a Merker-Stammler-féle Reallexikon der deutschen Literaturgeschichte, mely pl. Kritik, Legende vagy Lied címszó alatt e műfaj egész fejlődését feltárja, csakhogy a fejlődés feltüntetését nem korlátoztuk volna egy irodalomra, hanem az egész világirodalomra kiterjeszkedtünk volna. Majd mindinkább be kellett látnunk, hogy egy ilyen kézikönyv sokkal használhatóbbá válik, ha a világirodalom és pedig nemcsak a szépirodalom, hanem a tudományos irodalom nevezetesebb képviselői életrajzával s irodalmi működése ismertetésével is kibővül, sőt egyes kiváló művek főként az epika, dráma, regény köréből, külön címszók alatt szerepelnének s így bővebb méltatást nyernének. Minden olvasó tapasztalhatta, hogy midőn valamely regény vagy dráma keletkezése, motívumai, hatása stb. felől kívánt bővebb tájékoztatást: az irodalomtörténeti kézikönyvek az író életrajzában csak kevés helyet szentelhettek egy-egy műnek (s az írói életrajz bibliográfia). Ez érlelte terjedelme miatt természetesen itt csak a kiválóbb, vagy magyar irodalmi szempontból nevezetesebb művekről lehetett szó.”
A mű egyike a két világháború közötti idő nagy tudományos alkotásainak. Az 1931 és 1933 között a Studium Kiadó gondozásában három vaskos kötetben megjelent alkotás sok száz szépíró és tudományos író hosszabb-rövidebb életrajzát tartalmazza alapos szakirodalmi tájékoztatókkal. Az összességében 1760, kéthasábos oldalas mű hasonlít a Ványi-féle lexikonra abban, hogy az életrajzok mellett jelentős teret szentel a nevezetes irodalmi alkotások ismertetésének is. Emellett terjedelmes vázlatokban mutatja be külön-külön az egyes népek irodalmának történetét. Képi anyaga igen nagy számú, szövegképként beiktatott aláírás-hasonmás és egész oldalas műmelléklet (arcképek, művek címlapjainak reprodukciói). A kötetek egyszerű fekete borítóban jelentek meg, a feliratok aranyozott betűkkel készültek.
A vele egyidőben megjelent Benedek Marcell-féle Irodalmi lexikontól jóval nagyobb terjedelmében, alaposabb szakirodalmi hivatkozásaiban, kizárólagosan a külföldi írók ismertetésében, és jellemzően konzervatív értékelésében tér el. 
A Világirodalmi lexikon máig az egyik legnagyobb ilyen nemű alkotás, terjedelmét egyedül az 1970 és 1996 között megjelent új Világirodalmi lexikon múlja felül. Értékét mutatja, hogy a fakszimile kiadásban a Kassák Kiadó 2001–2002-ben ismét megjelentette. Elektronikus kiadása még nincs.

## Kötetbeosztás
| Kötetszám  | Cím           | Kiadási év | Oldalszám        |
| ---------- | ------------- | ---------- | ---------------- |
| I. kötet   | A–Ecrevisse   | 1931       | 1–568. oldal     |
| II. kötet  | Edda–Lili     | 1932?      | 569–1120. oldal  |
| III. kötet | Liliencron–Zs | 1933       | 1121–1760. oldal |